# Tamjeong: Returns
Tamjeong: Returns (탐정: 리턴즈?), noto anche con il titolo internazionale The Accidental Detective 2: In Action, è un film del 2018 diretto da Lee Eon-hee.
La pellicola è il seguito di Tamjeong: The Beginning (2015).

## Trama
Dae-man e Tae-soo, dopo il successo della loro precedente indagine, hanno deciso di lasciare i rispettivi lavori e di aprire una propria agenzia investigativa. Un giorno, una misteriosa donna si presenta dinnanzi a loro con una particolare richiesta: scoprire chi è l'assassino del suo amato fidanzato.